# Gaidis Bērziņš

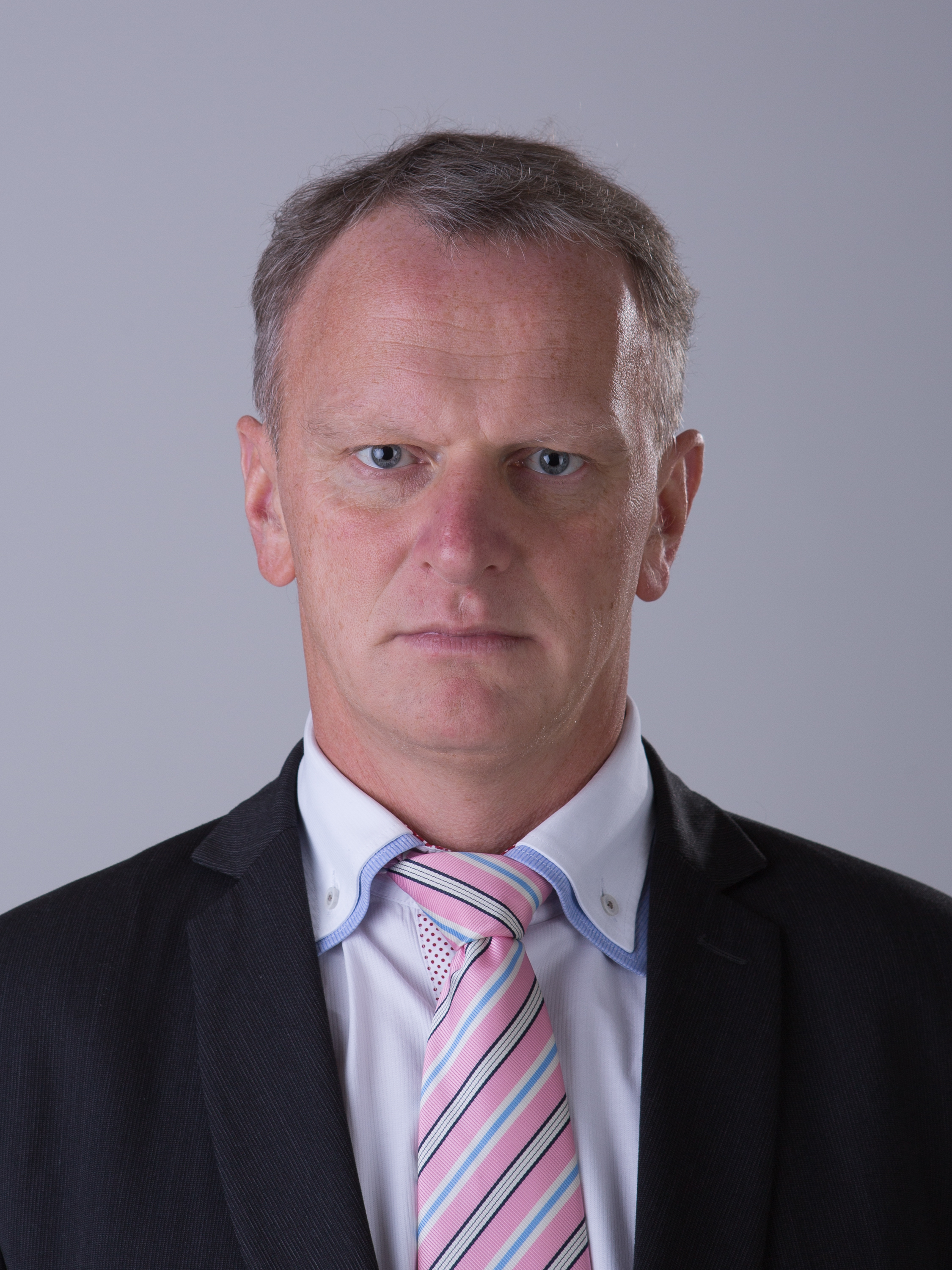
Gaidis Bērziņš (2014)

Gaidis Bērziņš (* 20. Oktober 1970 in Riga) ist ein lettischer Jurist und Politiker der Partei Tēvzemei un Brīvībai/LNNK. Von 2006 bis 2009 sowie 2011 bis 2012 und 2014 war er Justizminister seines Landes.

## Biographie
1999 schloss Gaidis Bērziņš ein Studium der Rechtswissenschaften an der Universität Lettlands ab. Danach eröffnete er eine private Anwaltspraxis. 2006 wurde er lettischer Justizminister, zunächst im zweiten Kabinett von Aigars Kalvītis, danach im Kabinett von Ivars Godmanis. Nach dem Ende seiner Amtszeit arbeitete Bērziņš als Dozent an der Juristischen Fakultät der Universität Lettlands. Bei den Wahlen zu 10. Saeima errang er für das Wahlbündnis Nacionālā apvienība "Visu Latvijai!"-"Tēvzemei un Brīvībai/LNNK" einen Sitz. Er trat im Wahlkreis Kurzeme an. Nach den Parlamentswahlen 2011 wurde er im Kabinett Dombrovskis III erneut Justizminister. Am 21. Juni 2012 erklärte er seinen Rücktritt.
Gaidis Bērziņš ist einer der Vorsitzenden der Partei Nacionālā apvienība "Visu Latvijai!"-"Tēvzemei un Brīvībai/LNNK".